# Pat Smear
Georg Albert Ruthenberg (Los Angeles, 5 de agosto de 1959) mais conhecido como Pat Smear, é um músico estadunidense. Fez parte da banda de punk rock The Germs e tocou com o Nirvana em algumas apresentações entre 1993 e 1994, participando inclusive do MTV Unplugged in New York e do álbum ao vivo From the Muddy Banks of the Wishkah. Hoje em dia é um dos membros da banda Foo Fighters, sendo o terceiro guitarrista.

## Biografia
Smear nasceu em West, Los Angeles, no dia 05 de agosto de 1959. E além de integrar o Foo Fighters é também é conhecido por aparecer regularmente na MTV em desfiles de moda, como o “House of Style”; por fazer parte do mundo da moda, Pat tornou-se amigo da supermodelo Cindy Crawford.
Sua mãe é nativa americana com ascendência africana, enquanto seu pai é alemão/judeu. Seus pais o forçaram a aprender a tocar piano e, alguns anos depois, ele aprendeu a tocar guitarra.
Na adolescência, em 1977, fundou a banda The Germs com seus amigos Darby Crash, Lorna Doom (baixista) e Dottie Danger (ou Belinda Carlisle, como era chamado o baterista); o primeiro álbum da Germs foi produzido por Joan Jett em 1979 e foi um marco para a história punk. No ano seguinte, a banda acabou após Crash cometer suicídio e Pat foi participar na banda The Adolescents. Tocou com Nina Hagen e, quando estava produzindo o álbum “Breakin’”, começou uma amizade com Courtney Love.
Em 1993, recebeu a ligação de Kurt Cobain o convidando para tocar com o Nirvana. No dia 25 de Setembro de 1993, fez o primeiro show com a banda no Saturday Night Live; Pat também participou do lendário “MTV Unplugged in New York” e do “From the Muddy Banks of the Wishkah”.
Iniciou o Foo Fighters com Dave Grohl e ficou na banda até 1997; sua despedida foi no show em cima da Radio City Music Hall.
Em Maio de 2006, voltou a fazer alguns shows com o Foo Fighters e, a partir de 2011, permaneceu definitivamente ao grupo.
Desde a morte de Kurt Cobain, os membros do Nirvana não tocaram mais juntos, mas no dia 22 de Dezembro de 2010, se reuniram no final do show da Foo Fighters, no Paladino, em Tarzana, Califórnia. Este concerto foi gravado para ser usado em um documentário.
No dia 10 de abril de 2014, voltou a tocar com os integrantes do Nirvana, na introdução da banda ao Rock and Roll Hall of Fame. Neste mesmo ano, venceu o Grammy Award de Melhor Canção de Rock por "Cut Me Some Slack", junto de Dave Grohl, Krist Novoselic e Paul McCartney.

## Projeto paralelo
Pat participou como figurante no seriado “Quincy”, “ME” e nos filmes “Blade Runner”, “Breakin’” e “Howard the Duck”.
Entre 1997 e 2005, Pat fez mais algumas aparições na TV, trabalhou como consultor de criação no filme sobre a Germs e Darby Crash intitulado “What We Do Is Secret”; este filme só foi lançado em 2007 em um festival de filmes em Los Angeles. Em 2005, fez alguns shows com a Germs com o ator Shane West (que interpreta Crash no filme) assumindo os vocais.

## Vida pessoal
De acordo com o documentário Foo Fighters: Back and Forth, Pat é casado e tem uma filha.